# Middletown (Missouri)
Middletown és una població dels Estats Units a l'estat de Missouri. Segons el cens del 2000 tenia 199 habitants.

## Demografia
Segons el cens del 2000, Middletown tenia 199 habitants, 90 habitatges, i 56 famílies. La densitat de població era de 240,1 habitants per km².
Dels 90 habitatges en un 23,3% hi vivien nens de menys de 18 anys, en un 50% hi vivien parelles casades, en un 11,1% dones solteres, i en un 36,7% no eren unitats familiars. En el 32,2% dels habitatges hi vivien persones soles el 65,7% de les quals corresponia a persones de 65 anys o més que vivien soles. El nombre mitjà de persones vivint en cada habitatge era de 2,21 i el nombre mitjà de persones que vivien en cada família era de 2,79.
Per edats la població es repartia de la següent manera: un 24,1% tenia menys de 18 anys, un 6,5% entre 18 i 24, un 19,1% entre 25 i 44, un 28,1% de 45 a 60 i un 22,1% 65 anys o més.
L'edat mediana era de 45 anys. Per cada 100 dones de 18 o més anys hi havia 79,8 homes.
La renda mediana per habitatge era de 19.500 $ i la renda mediana per família de 23.750 $. Els homes tenien una renda mediana de 26.250 $ mentre que les dones 17.321 $. La renda per capita de la població era d'11.756 $. Entorn del 29,2% de les famílies i el 35,1% de la població estaven per davall del llindar de pobresa.

## Poblacions més properes
El següent diagrama mostra les poblacions més properes.